# Protemnodon
Protemnodon es un género extinto de macrópodos que vivieron en Australia, Tasmania y Papúa Nueva Guinea durante el Pleistoceno. Basándose en la evidencia fósil se piensa que Protemnodon era físicamente muy similar a los actuales ualabíes pero mucho mayor; Protemnodon hopei era la especie menor del género y pesaba cerca de 45 kilogramos, las demás especies podían pesar más de 110 kilogramos. Los análisis realizados con el ADN mitocondrial extraído de sus fósiles indica que Protemnodon estaba emparentado de cerca con los canguros modernos del género Macropus.